# Финал Кубка СССР по футболу 1990
Финал Кубка СССР по футболу 1989/1990 состоялся 2 мая 1990 года. Киевское «Динамо» разгромило московский «Локомотив» со счётом 6:1 и стало обладателем Кубка СССР.

## Путь к финалу
| Локомотив М | Локомотив М | Локомотив М       | Этап        | Динамо К  | Динамо К | Динамо К |
| ----------- | ----------- | ----------------- | ----------- | --------- | -------- | -------- |
| Соперник    | Место       | Счёт              |             | Соперник  | Место    | Счёт     |
| Кривбасс    | В гостях    | 3:1               | 1/16 финала | Кайрат    | В гостях | 1:0      |
| Кривбасс    | Дома        | 5:0               | 1/16 финала | Кайрат    | Дома     | 3:1      |
| Жальгирис   | В гостях    | 1:1               | 1/8 финала  | Динамо Тб | Дома     | 1:0      |
| Жальгирис   | Дома        | 3:0               | 1/8 финала  | Динамо Тб | В гостях | +:-      |
| Торпедо М   | Дома        | 2:0               | 1/4 финала  | Металлист | В гостях | 1:0      |
| Динамо М    | В гостях    | 0:0 (по пен. 4:2) | 1/2 финала  | ЦСКА      | Дома     | 4:2      |

## Ход финального матча
Московский «Локомотив» и киевское «Динамо» в первый раз встречались в рамках финала в истории кубков СССР. На других же стадиях турнира команды сходились 7 раз: в 6 случаях побеждали футболисты «Динамо», в одном — «Локомотива».
В сезоне 1990 года «Локомотив» играл в Первой лиге, борясь за возвращение в Высшую лигу. Параллельно железнодорожники удачно выступали в Кубке СССР, выбивая из турнира клубы элитного дивизиона. Однако оказать достойное сопротивление в финале киевскому «Динамо», в том году ставшими и чемпионами страны, футболисты «Локомотива» не смогли.
Счёт был открыт на 19-й минуте полузащитником киевлян Алексеем Михайличенко. На 30-й минуте преимущество динамовцев удвоил Василий Рац, а нападающий Олег Саленко перед самым перерывом довёл счёт до разгромного (3:0).
После перерыва железнодорожники смогли сократить отставание: на 52-й минуте с пенальти забил Евгений Милешкин. Но на 65-й минуте вновь отличается за киевлян результативным ударом Олег Саленко, на 71-й забивает Геннадий Литовченко, а на 90-й всё тот же Саленко оформляет хет-трик и устанавливает окончательный счёт в матче 6:1. Эта победа стала самой крупной в истории финалов Кубка СССР, а сам матч вошёл в число трёх наиболее результативных.

## Отчёт о матче
| Локомотив М         | 1:6   | Динамо К                                                          |
| ------------------- | ----- | ----------------------------------------------------------------- |
| Милешкин 52′ (пен.) | Отчёт | Михайличенко 19′ · Рац 30′ · Саленко 43′ 65′ 90′ · Литовченко 71′ |

| Вр              |  | Хасанби Биджиев   |  |     |
| Зщ              |  | Павел Нестеров    |  |     |
| Зщ              |  | Евгений Милешкин  |  |     |
| Зщ              |  | Алексей Арифуллин |  |     |
| Зщ              |  | Андрей Соловцов   |  |     |
| ПЗ              |  | Дмитрий Горьков   |  |     |
| ПЗ              |  | Кирилл Рыбаков    |  | 60' |
| ПЗ              |  | Рашид Галлагберов |  |     |
| ПЗ              |  | Олег Саматов      |  | 60' |
| Нап             |  | Сергей Сухов      |  | 82' |
| ПЗ              |  | Игорь Чугайнов    |  |     |
| Замены:         |  |                   |  |     |
| ПЗ              |  | Михаил Проничев   |  | 60' |
| ПЗ              |  | Валерий Плотников |  | 60' |
| ПЗ              |  | Андрей Федин      |  | 82' |
| Главный тренер: |  |                   |  |     |
| Юрий Сёмин      |  |                   |  |     |

| ДИНАМО:             |  |                      |  |     |
|                     |  |                      |  |     |
| Вр                  |  | Виктор Чанов         |  |     |
| Зщ                  |  | Сергей Шматоваленко  |  |     |
| Зщ                  |  | Ахрик Цвейба         |  |     |
| Зщ                  |  | Олег Кузнецов        |  |     |
| Зщ                  |  | Анатолий Демьяненко  |  | 83' |
| ПЗ                  |  | Василий Рац          |  |     |
| ПЗ                  |  | Алексей Михайличенко |  | 83' |
| ПЗ                  |  | Геннадий Литовченко  |  |     |
| Нап                 |  | Олег Саленко         |  |     |
| Нап                 |  | Олег Протасов        |  |     |
| ПЗ                  |  | Сергей Заец          |  | 52' |
| Замены:             |  |                      |  |     |
| ПЗ                  |  | Сергей Ковалец       |  | 52' |
| Зщ                  |  | Олег Лужный          |  | 83' |
| ПЗ                  |  | Андрей Баль          |  | 83' |
| Главный тренер:     |  |                      |  |     |
| Валерий Лобановский |  |                      |  |     |